# Skikros

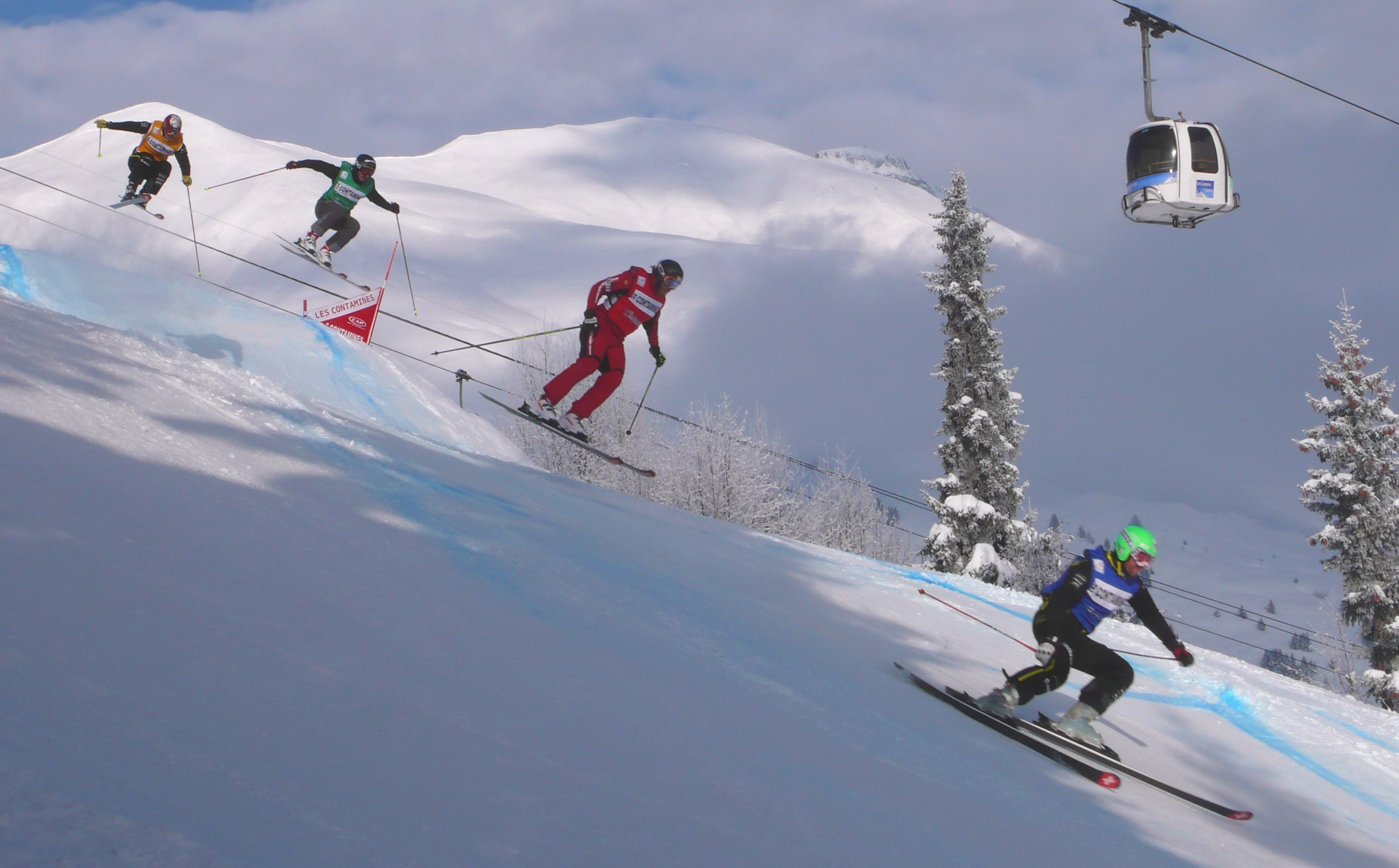
Světový šampionát ve skicrossu, leden 2010 v Les Contamines-Montjoie, Francie

Skikros nebo také skicross je disciplína akrobatického lyžování, při níž několik lyžařů zároveň sjíždí trať s umělými překážkami.
Tratě pro skikros jsou vybavené především klopenými zatáčkami, terénními vlnami a skoky. Závody probíhají vyřazovacím způsobem.
Hlavními závody ve skikrosu jsou mistrovství světa, světový pohár a SAAB Salomon Crossmax Series. Od roku 2010 se skikros stal součástí programu zimních olympijských her.
Mezi největší hvězdy krátké historie této disciplíny patří Tomáš Kraus, který vyhrál celkové pořadí světového poháru v letech 2005 a 2006 a v roce 2005 se také stal mistrem světa. Nejlepší ženou českého skikrosu je Andrea Zemanová, která vybojovala 2. místo v závodě Světového poháru ve švédském Åre v roce 2015. Mezi českou špičku patří i účastníci světového poháru Stanley Hayer, Zdeněk Šafář, Jiří Čech, Radim Palán, Nikol Kučerová. 
V ruském Krasnojarsku v roce 2021 na mistrovství světa juniorů získala Diana Cholenská v skikrosu stříbrnou medaili.